# Ditrichum perporodictyon
Ditrichum perporodictyon är en bladmossart som beskrevs av Hugh Neville Dixon 1932. Ditrichum perporodictyon ingår i släktet grusmossor, och familjen Ditrichaceae. Inga underarter finns listade i Catalogue of Life.